# Giselbert von Lothringen
Giselbert (II.) von Lothringen (* um 890; † 2. Oktober 939) war ab 928 Herzog von Lothringen.

## Leben
Giselberts Vater war Reginar I., der ein Sohn Giselberts I., des Grafen im Maasgau, und einer namentlich nicht bekannten Tochter Kaiser Lothars I. war, vielleicht Ermengarde. Von Giselberts Bruder Reginar II. stammten die späteren Grafen von Hennegau, Grafen von Flandern, Grafen von Löwen, Herzöge von Niederlothringen bzw. Brabant und die Landgrafen von Hessen ab. Die Familie Giselberts I. wird als Régniers / Reginare bezeichnet.
Sein Vater Reginar I. besaß umfangreiche Eigengüter im Hennegau, Hespengau und in den Ardennen. Seit 894/895 bekämpfte er den König von Lothringen Zwentibold, der ein unehelicher Sohn von Arnulf von Kärnten war und von diesem als König von Lothringen eingesetzt und unterstützt wurde. Nach dem Tod Arnulfs von Kärnten erkannte die lothringische Opposition unter Führung Reginars I. den minderjährigen, ostfränkischen König Ludwig das Kind an.
Im Jahr 911 wurde der in Lothringen unbeliebte Konrad I. ostfränkischer König. Reginar I. forderte den westfränkischen König Karl III. den Einfältigen auf, nach Lothringen zu kommen. Karl wurde bald danach zum König von Lothringen gewählt und Reginar I., der schon 915 verstarb, erhielt den Titel marchio. Seine Grafentitel und Lehen wurden an seinen Sohn Giselbert vererbt. Karl der Einfältige setzte jedoch in den karolingischen Stammland Lothringen Wigerich als Pfalzgrafen ein.
Giselbert von Lothringen wollte für sich die Machtfülle seines Vaters beibehalten. Wie dieser war er Laienabt der Reichsabtei Stablo-Malmedy. Es gelang ihm durch großzügige Vergabe von Kirchenbesitz, Gefolgsleute um sich zu sammeln. Seit 920 trug er den Titel princeps von Lothringen und stand im offenen Machtkampf mit Karl dem Einfältigen. Auslöser dieses Machtkampfes war der Streit bei der Neubesetzung des Bischofsamtes von Lüttich. 922/923 wurde Karl der Einfältige gestürzt, die karolingischen Anhänger in Lothringen wechselten zum ostfränkischen König Heinrich I. Als Grund gilt das Erhoffen wirksamerer Schutzmaßnahmen gegen die Ungarn- und Wikingerraubzüge. Heinrich I. gelang es, Giselbert von Lothringen für sich zu gewinnen. In den Jahren von 923 bis 925 wurde Lothringen von den Ostfranken erobert und in den Jahren 926 bis 928 war Eberhard von Franken Herzog von Lothringen.
928 wurde Giselbert Herzog von Lothringen und heiratete im gleichen Jahr Gerberga, die älteste Tochter von König Heinrich I. und Mathilde. Aus dieser Ehe entstammten Heinrich und Gerberga. Heinrich war als Minderjähriger von 940 bis zu seinem Tod im Jahr 944 Herzog von Lothringen. Giselberts Tochter Gerberga (* wohl 935; † nach 7. September 978) heiratete 949 Adalbert I. (Albert), den Grafen von Vermandois, einen Sohn Heriberts II.
Während der Herrschaft Heinrichs I. verhielt sich Giselbert loyal. 939 wollte Giselbert sich jedoch dem neuen westfränkischen König Ludwig IV. (Karolinger) anschließen. Er schloss sich der Rebellion von Heinrich, dem jüngeren Bruder Ottos I., und Eberhards von Franken an. Im März 939 wurde sein Heer in der Schlacht bei Birten von Ottos Streitmacht in die Flucht geschlagen. Nach der Schlacht bei Andernach am 2. Oktober 939 ertrank Giselbert auf der Flucht im Rhein. Ludwig IV. erreichte das Schlachtfeld zu spät und konnte nicht mehr eingreifen.
Auf den Rückzug nahm Ludwig IV. Giselberts Witwe Gerberga mit und heiratete sie 940. Aus dieser Ehe entstammten der spätere westfränkische König Lothar und Karl, Herzog von Niederlothringen (ein ostfränkisch/deutsches Lehen). Die Reginare (die Nachkommen Reginars II.) verloren ihren Einfluss in Lothringen. Erst nach dem Tod des letzten männlichen Karolingers, Otto von Niederlothringen (Karls Sohn), im Jahr 1012 erlangten sie ihre Macht in Niederlothringen zurück.
Richer, ein Mönch von Saint Remy, charakterisiert Giselbert von Lothringen wie folgt: Er ist kühn, unbeständig, verschwenderisch, gierig nach fremden Gut und streitsüchtig. Er redet doppelsinnig, er fragt verfänglich, er antwortet zweideutig, er stiftet oft und gern Verwirrung und Missgunst.